# Stephansplatz

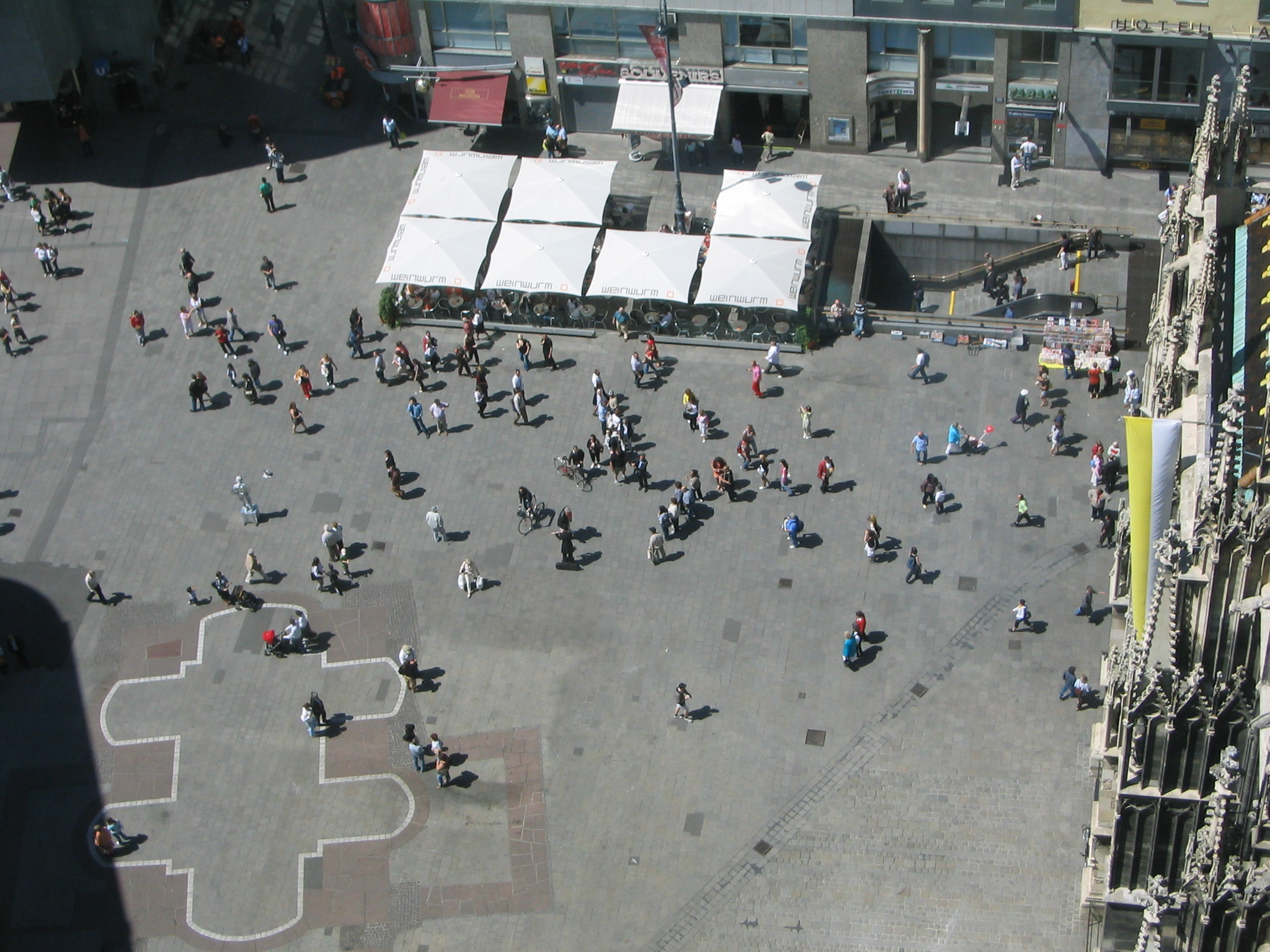
A praça vista do alto da catedral

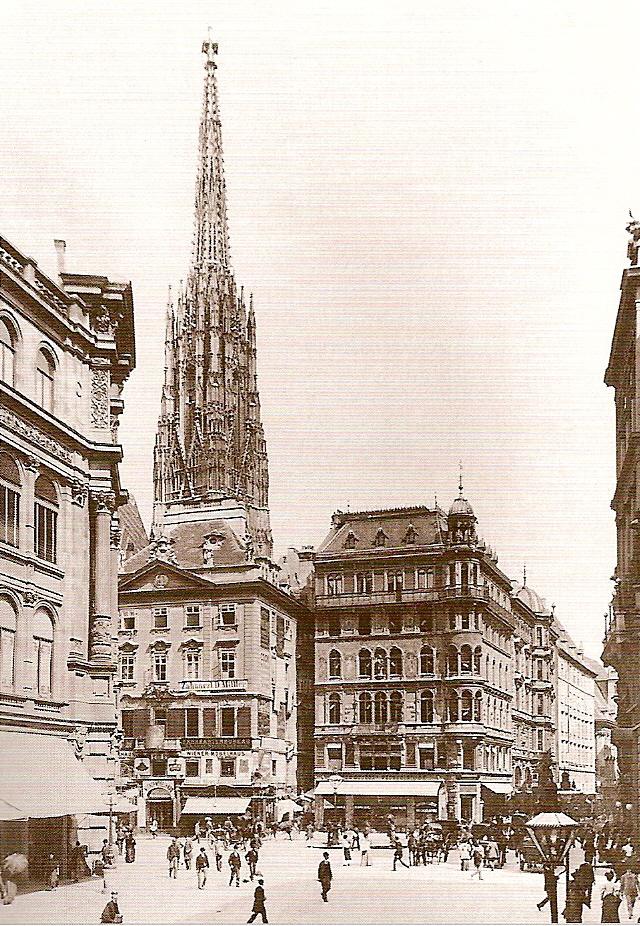
Imagem da praça em 1895.

A praça de Santo Estêvão (em alemão:  Stephansplatz) é a praça situada no centro geográfico da cidade de Viena, a capital da Áustria. Deve o seu nome ao seu mais proeminente edifício, a catedral de Santo Estêvão (Stephansdom). Nas ruas próximas há muito comércio.
Até ao início do século XX, uma fila de edifícios separava esta praça da praça "Stock-im-Eisen", mas depois da sua destruição o nome da praça de Santo Estêvão é usado de maneira indiferente para as duas áreas contíguas.
A praça é servida pelo Metropolitano de Viena, paragem "Stephansplatz" (linhas U1 e U3).

## Imagens

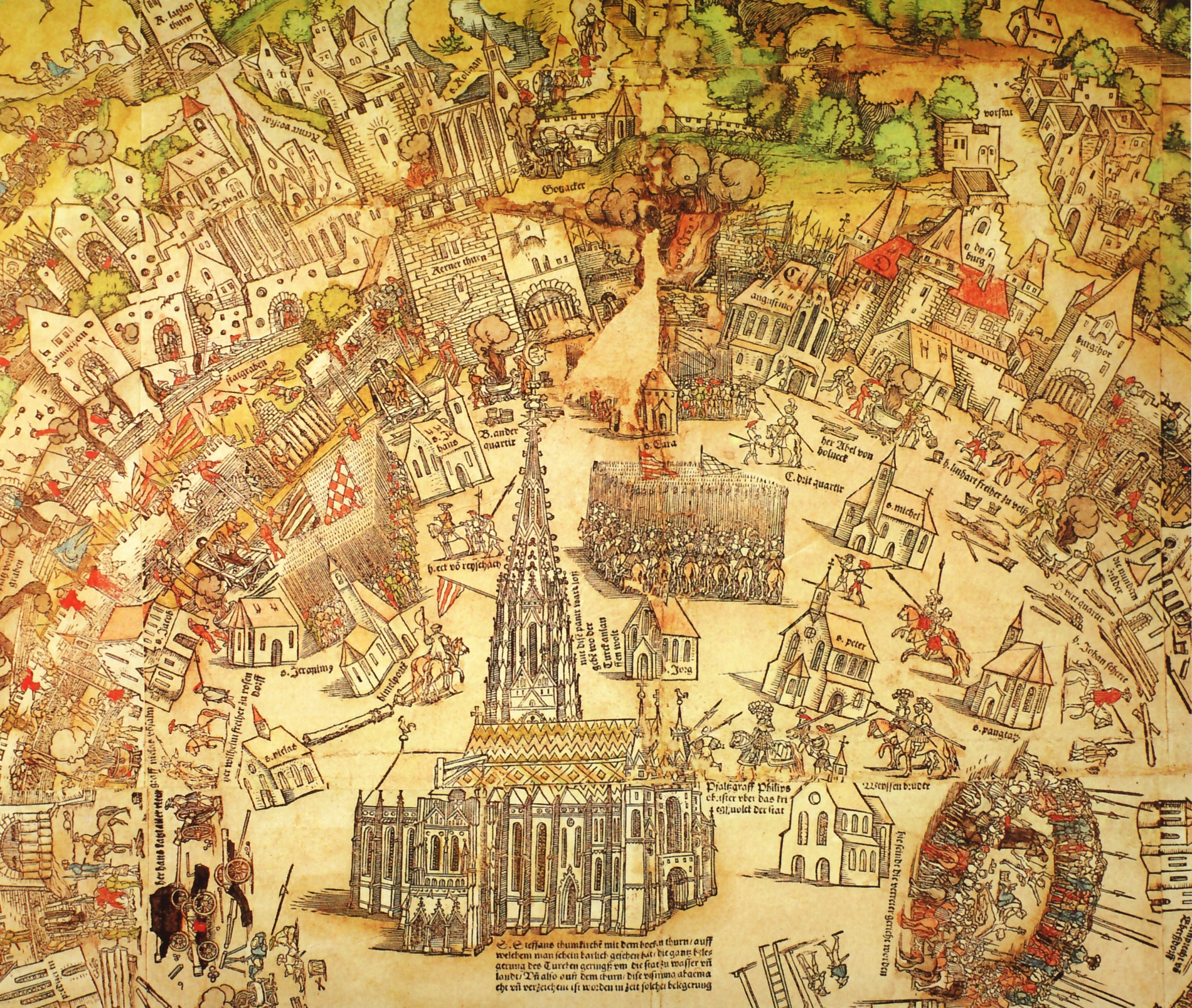
A Stephansplatz e a catedral sob o primeiro cerco otomano em 1529.
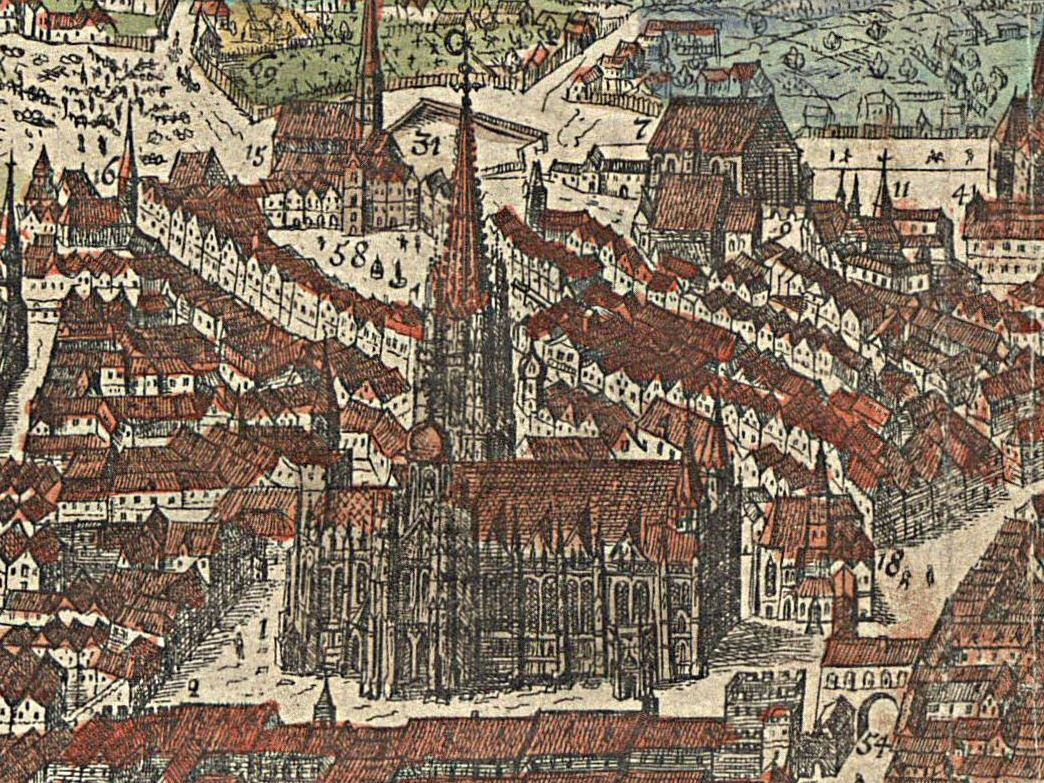
A Stephansplatz no início do século XVII.
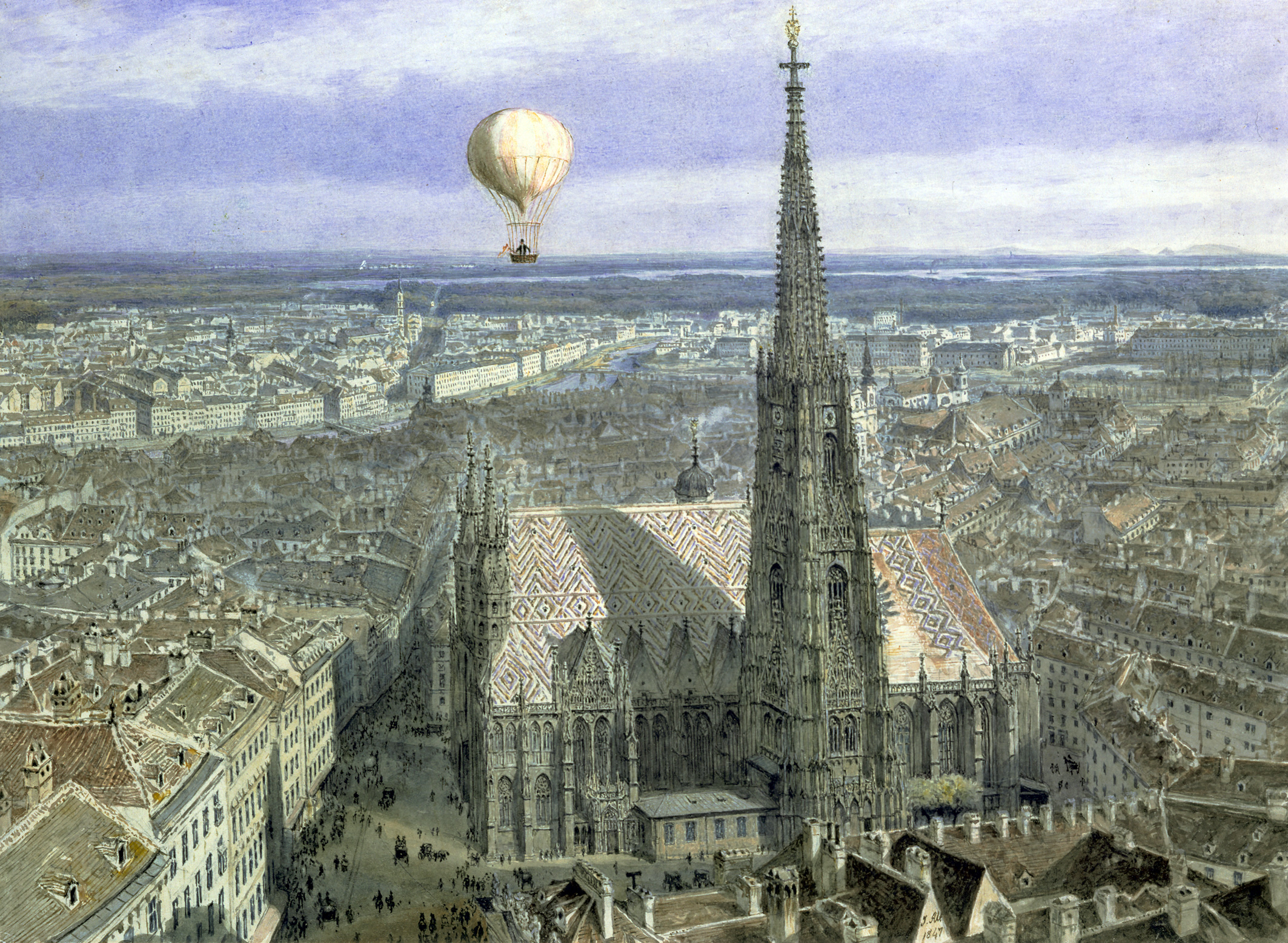
Vista aérea da Stephansplatz e da catedral em 1847.
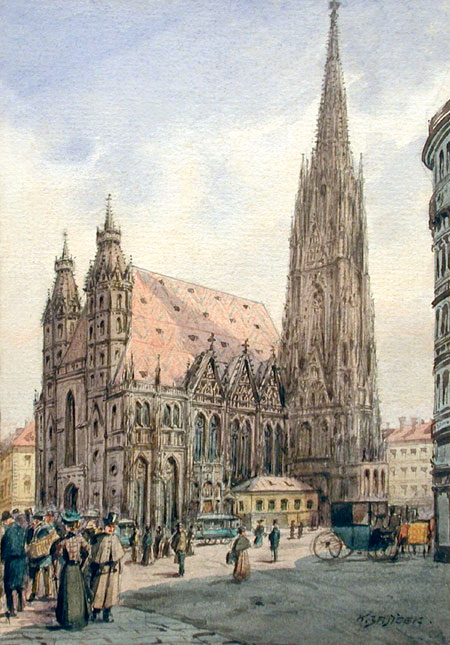
A Stephansplatz  e a catedral em 1900.
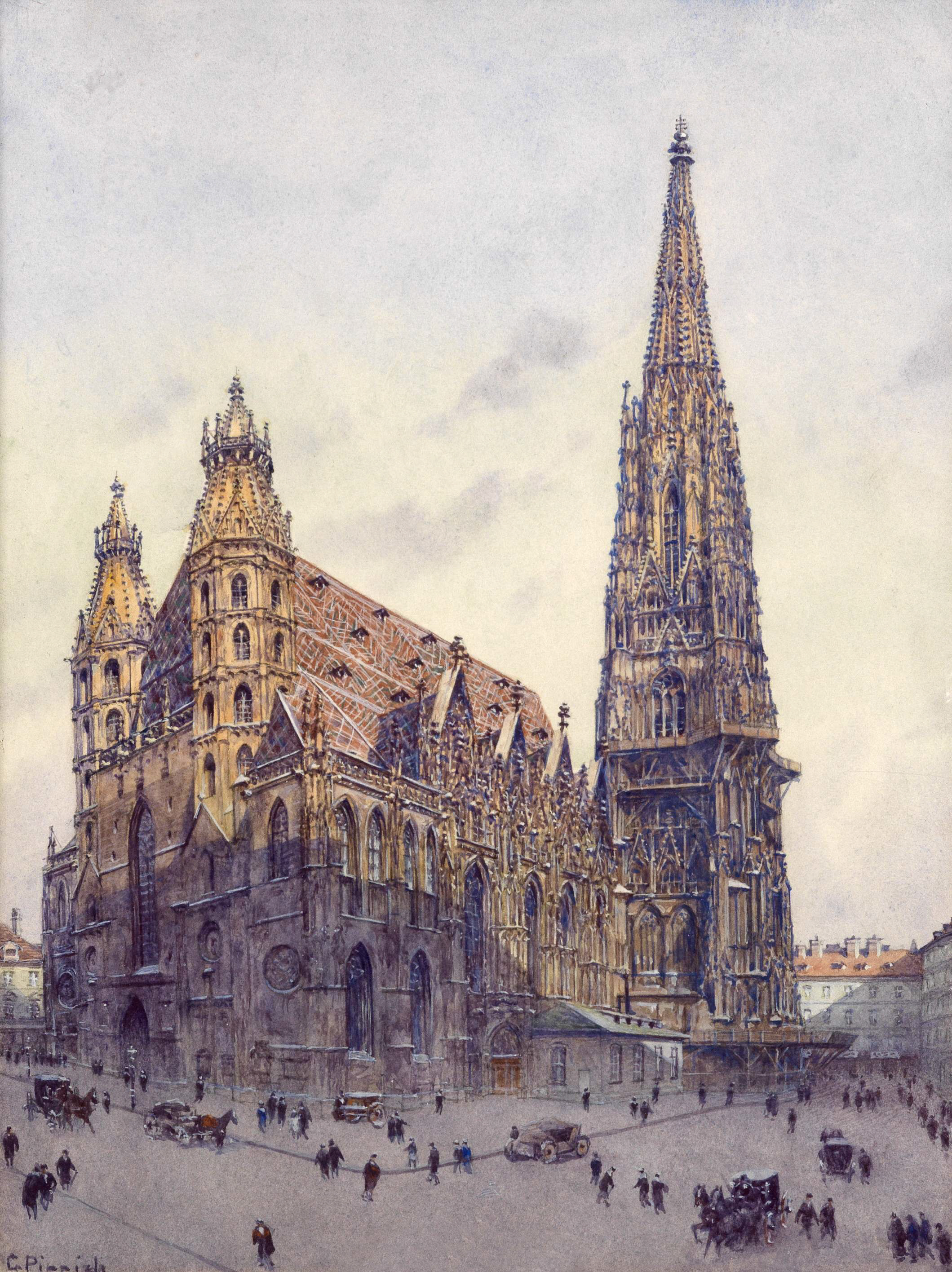
A Stephansplatz e a  e da catedral em 1931.